# Chi Sao
Chi Sao (del cantonés chi sau, se pronuncia chǐshǒu en mandarín y se escribe 黐手 en ambos casos) significa "manos pegajosas". Es un principio fundamental del Wing Chun, y un ejercicio para desarrollar reflejos automáticos y sensibilidad táctil al hacer contacto con el oponente, a fin de detectar, dirigir y utilizar su propia fuerza. Hace énfasis en mantener ese contacto y permanecer "pegado" al oponente.
El objetivo que se persigue con la práctica del Chi Sao es adquirir una movilidad activada mediante el tacto, que no deje punto fijo al enemigo para poder abrazarnos o golpearnos.
La primera etapa del Chi Sao, denominada Dan-Chi, se practica solo con una mano. Luego se practica con dos manos en un movimiento de arriba abajo y de derecha a izquierda. Posteriormente se incorporan movimientos giratorios con las muñecas y también se hacen agarres. Después se comienza a atacar por los huecos que deje el compañero en la defensa y por último se combina con ejercicios de piernas (chi gerk).
- Datos: Q1746089